# Wrestlemania Rewind
Wrestlemania Rewind是美國世界摔角娛樂（WWE）公司所制作的互動式節目，目前僅於世界摔角娛樂網路服務轉播。它每集都會有不同的摔角比賽。而觀眾將會聽到裡面的故事情節直接由世界摔角娛樂摔角明星選手。Wrestlemania Rewind第一集旁白由體育播報員帕特·薩默羅爾擔綱，而Wrestlemania Rewind的旁白將會由體育播報員蓋瑞·索恩擔綱。

## 外部連結
- Official website （页面存档备份，存于）